# Штейнберг, Павел Николаевич
Павел Николаевич Штейнберг (1867—1942) — профессор Петроградского агрономического института, автор книг по садоводству и огородничеству.

## Биография
До 1917 года был редактором журнала «Прогрессивное садоводство и огородничество».
С 1919 года — профессор Петроградского (Ленинградского) сельскохозяйственного института (ныне Санкт-Петербургского государственного аграрного университета). С 1922 по 1929 год — первый заведующий кафедрой овощеводства этого института, читал курс овощеводства открытого и защищённого грунта.
Доктор сельскохозяйственных наук, известный учёный, эрудит и энциклопедист.
Написал множество статей и составил свыше ста пятидесяти книг, по которым учились миллионы земледельцев.
Павел Николаевич Штейнберг поддерживал дружеские отношения с известными современниками: П. П. Сойкиным, А. Н. Толстым, В. Я. Шишковым, Я. И. Перельманом.